# ジョージ・テイラー (独立宣言署名者)
ジョージ・テイラー（英:George Taylor、1716年頃-1781年2月23日）は、現在のアメリカ合衆国ペンシルベニアの代表としてアメリカ独立宣言に署名した者の一人である。
テイラーはアイルランドで、尊敬されるプロテスタントの牧師の子として生まれた（宗派は不詳。父はアルスター地方出身のスコッツ・アイリッシュで、長老派教会の牧師だったと信じる者がいる）。テイラーは20代前半で年季奉公者としてアメリカに移住し、サベイジ氏のウォーウィック・ファーネス&コベントリー・フォージで鉄工員となった。テイラーがある程度の教育を受けていることが分かったサベイジはテイラーを事務員の仕事に昇進させたと信じられている。1764年にペンシルベニア議会議員に選出され、通信委員会と安全委員会の委員にもなった。
1775年に、独立の支持を拒んだペンシルベニア代議員の代わりに、大陸会議代表に指名された。独立への投票を行うには到着が遅れたが、アメリカ独立宣言の署名の時には間に合った。1777年3月にペンシルベニアに戻り、最高会議議員となったが、健康を害したためにわずか6週間務めただけで辞任した。
テイラーはサベイジが死んだ後で、その未亡人アン・サベイジと結婚した。嫡出で2人の子供を得たが、ハウスキーパーのナオミ・スミスとの間に5人の子供をもうけた。
テイラーはペンシルベニアのイーストンにあるイーストン墓地に埋葬されている。                           
バックス郡民兵隊の大佐相当に選ばれたが、実戦に参加することは無かった。
| 先代 新設 | ペンシルベニア最高会議議員 1777年3月4日-11月8日 | 次代 ジェイコブ・アーント |